# Nicky Hopkins
Nicky Hopkins, właściwie Nicholas Christian Hopkins (ur. 24 lutego 1944, zm. 6 września 1994) – angielski keyboardzista i organista, muzyk sesyjny. W 2025 wprowadzony pośmiertnie do Rock and Roll Hall of Fame.

## Biografia i kariera
Urodził się w 1944 w Londynie. W dzieciństwie chorował na chorobę Leśniowskiego-Crohna. Karierę muzyczną rozpoczął na początku lat 60. jako pianista formacji Savages, w której grali Screaming Lord Sutch i Ritchie Blackmore, późniejszy współzałożyciel Deep Purple. W początkach swojej kariery w Londynie w latach 60. pracował z takimi producentami jak Shel Talmy i Mickie Most, a także nagrywał z takimi artystami jak: The Kinks, The Move, Alun Davies (w tamtym czasie koncertował wraz z Catem Stevensem i Jon Mark (później Mark-Almond Band). Nawiązał wieloletnią współpracę z The Who: zagrał na singlu "Anyway, Anyhow, Anywhere", następnie na całym albumie My Generation oraz na wydanych później nagraniach: Who’s Next (1971) i The Who by Numbers (1975). W 1967 dołączył do The Jeff Beck Group. W 1968 zagrał wraz ze szwedzkim zespołem Tages na singlu "Halcyon Days". Trzy lata później był jednym z artystów występujących w brytyjskim etapie trasy koncertowej The Rolling Stones. 7 stycznia 1972 ukazał się album Jamming with Edward!, który muzyk nagrał wraz z The Rolling Stones; wydawnictwo uplasowało się na 33. miejscu listy Billboard 200. Ze względu na stan zdrowia nie wyruszył w 1973 wraz z The Rolling Stones w trasę koncertową. Od sierpnia do grudnia 1975 uczestniczył w trasie wraz z Jerry Garcia Band. Uczestniczył w nagraniach do albumu Black and Blue (1976), brał udział w większości solowych projektów członków Stones do 1991.
W 1969 był liderem zespołu Sweet Thursday, w skład którego prócz niego weszli Alun Davies (Cat Stevens) Jon Marks, Harvey Burns i Brian Odgers. W tym samym roku formacja wydała pierwszy eponimiczny album studyjny, nie był on jednak promowany z powodu bankructwa Daviesa. W 1973 Hopkins nagrał i wydał album The Tin Man Was a Dreamer za pośrednictwem Columbia Records, zaś w 1975 No More Changes; na albumie gościnnie wystąpili: David Tedstone (gitary), Michael Kennedy (gitary), Rick Willis (gitara basowa) i Eric Dillon (perkusja, instrumenty perkusyjne), wokal wspierający dodawali Kathi McDonald, Lea Santo-Robertie, Doug Duffey i Dolly. Muzyk nagrał jeszcze jeden album, Long Journey Home, niewydany. W latach 1992–1993 Hopkins wydał trzy soundtracki nagrane w Japonii: The Fugitive, Patio i Namiki Family.
Muzykowi zadedykowany jest utwór zespołu The Kinks, "Session Man" z albumu Face to Face (1966).
Zmarł w wieku 50 lat w szpitalu w Nashville w wyniku komplikacji po operacji jelita. Muzyk pracował nad swoją autobiografią (wraz z pisarzem Rayem Colemanem).

## Wybrana dyskografia
Sporządzono na podstawie materiału źródłowego.
- The Who, "Anyway, Anyhow, Anywhere" (1965)[9], My Generation (1965), "The Song Is Over" (1971), "Getting In Tune" (1971), "We're Not Gonna Take It [movie remix]" (1975), "They Are All in Love" (1975), "Slip Kid" (1975), "How Many Friends" (1975)
- The Kinks, The Kink Kontroversy (1965), Face to Face (1966), "Mr. Pleasant" (1967), "Village Green" (1968), "Berkeley Mews" (1968)
- Jeff Beck, "Blues De Luxe", "Morning Dew" (1967), Truth (1967), "Girl From Mill Valley", Beck-Ola (1969)
- Cat Stevens, "Matthew and Son" (1967), Matthew and Son (1967)
- Marc Bolan, "Jasper C. Debussy" (1966-7, wydany 1974)
- The Rolling Stones, "She's a Rainbow" (1967), "Sympathy for the Devil" (1968), "Street Fighting Man (1968), "Gimme Shelter" (1969), "Monkey Man" (1969), "Sway" (1971), "Tumbling Dice" i kilka innych z albumu Exile on Main St. (1972), "Angie" (1973), "Time Waits for No One" (1974), "Fool to Cry" (1976), "Waiting on a Friend" (nagrany 1972, wydany 1981)
- Jackie Lomax, "Sour Milk Sea" (1968)
- The Beatles, "Revolution" (1968)
- The Move, "Hey Grandma", "Mist on a Monday Morning", "Wild Tiger Woman" (all 1968)
- Donovan, "Barabajagal" (1969)
- Jamming With Edward (jam session z udziałem Ry Coodera i kilkoma członkami The Rolling Stones) (nagrany 1969, wydany 1972)
- Quicksilver Messenger Service, "Shady Grove", "Edward, the Mad Shirt Grinder", "Spindrifter"
- Jefferson Airplane, "Volunteers" (1969), "Wooden Ships" (1969), "Eskimo Blue Day" (1969), "Hey Fredrick" (1969), występ na Woodstock
- The Steve Miller Band "Kow Kow Calqulator", "Baby's House".
- John Lennon, "Jealous Guy" (1971), "Oh My Love" (1971), "Oh Yoko" (1971), "Happy Xmas (War Is Over)" (1971), Walls and Bridges (1974)
- Paul McCartney, "That Day is Done" (1989)
- Ringo Starr, "Photograph" (1973), "You're Sixteen" (1973), "Step Lightly" (1973), "You and Me (Babe)" (1973), "No No Song" (1974)
- George Harrison, "Give Me Love (Give Me Peace On Earth)" (1973)[10], Living in the Material World (1973)
- Joe Cocker, "You Are So Beautiful" (1974)
- L. Ron Hubbard, "The Mining Song" (1982), "The Banker" (1982)
- Dogs D'Amour, "Hurricane", "Trail of Tears", "Princes Valium" z albumu Errol Flynn/King Of The Thieves (1989)
- The Jayhawks, Hollywood Town Hall (1992)